# 高雄港洲際貨櫃中心

高雄港洲際貨櫃中心與計畫中的國道七號位置圖

高雄港洲際貨櫃中心，台灣重大經濟建設，為提升高雄港的競爭力，在陳水扁政府時期於新十大建設計畫中提出。2008年馬英九政府上任後也將其列為愛台十二項建設之一。第一期工程計畫已於2013年9月底正式完工啟用，第二期工程計畫於2012年3月11日動工，於2023年5月正式啟用。

## 內容

### 第一期（第六貨櫃中心）

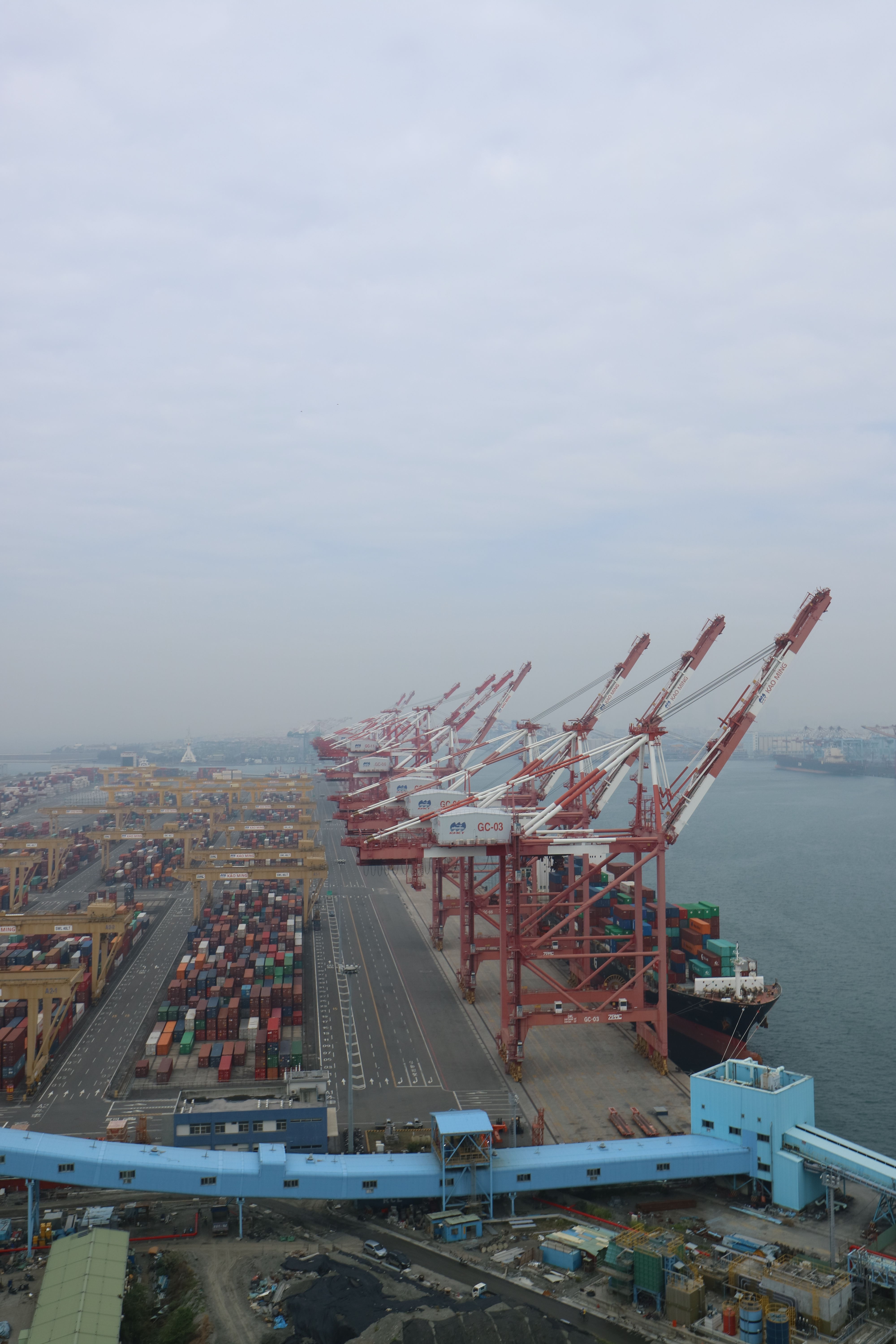
高雄港洲際貨櫃中心一期，第六貨櫃中心

由高雄市政府完成紅毛港遷村取得用地和部分基礎設施。而民間投資部分由陽明海運籌組特許的高明貨櫃碼頭公司負責興建4座吃水16公尺的深水貨櫃碼頭，為投資約新臺幣150億元之BOT案。第一期2席碼頭（編號108、109）於2011年1月1日完工啟用，而第二期2席碼頭（編號110、111）則於2014年9月投入營運。

### 第二期（第七貨櫃中心）
計畫在高雄港第二港口外側填海造陸，興建新式貨櫃基地和石化油品儲運中心，規劃於高雄港二港口外海堤填築新生地約422.5公頃。興建5座水下負18米之深水貨櫃碼頭及14座散雜貨和石化碼頭。於2012年5月25日動工，於2023年5月正式啟用，共有5席國內最大貨櫃碼頭，更是國內首座全自動化貨櫃基地。
2023年5月，台灣港務公司與長榮海運合作投資的高雄港全自動化第七貨櫃中心正式啟用，此為高雄港首個全自動化貨櫃中心，具備5席國內最大貨櫃碼頭（水深18公尺、全長2,415公尺），能供4艘2.4萬TEU超級貨櫃輪同時靠泊，採用全國首座25排遠端遙控無人橋式機、全自動化無人門式機、智慧化通關閘口等機具設備經營碼頭前後線，搭配長榮海運公司智慧化櫃場作業系統（TOS）及全區即時用電監控系統等人工智慧協調港口運作，能顯著提升櫃場作業效率，同時創造更優良的作業環境，第七貨櫃中心完成後一年可處理450萬TEU（20呎標準貨櫃）的貨櫃量，全部自動化最多可處理600萬TEU。

### 第二期擴建
取得另一塊用地規劃高雄港自由貿易港區。

## 工程現況
- 行政院公共工程委員會更新至2025年2月底：

| 主辦機關 | 工程名稱             | 工程名稱                                            | 本月進度 | 預計完工日期 |
| -------- | -------------------- | --------------------------------------------------- | -------- | ------------ |
| 台灣中油 | 大林石化油品儲運中心 | 13座球形槽新建統包工程                              | 95.13%   | 2026/12/25   |
| 台灣中油 | 大林石化油品儲運中心 | 一區12座油槽以外附屬設備管線統包工程                | 100%     | 2025/04/30   |
| 台灣中油 | 大林石化油品儲運中心 | 清管計量站及一區公用系統統包工程                    | 98.62%   | 2026/02/28   |
| 台灣中油 | 大林石化油品儲運中心 | 41座常壓儲槽興建統包工程                            | 95.50%   | 2026/03/18   |
| 台灣中油 | 大林石化油品儲運中心 | 2座各3萬公秉乙烯/丙烯冷凍槽及其附屬設施新建統包工程 | 68.06%   | 2025/09/26   |
| 台灣中油 | 大林石化油品儲運中心 | 三區26座石化品儲槽統包工程                          | 61.59%   | 2026/09/15   |
| 台灣中油 | 大林石化油品儲運中心 | 有機揮發性氣體處理系統及公用系統統包工程            | 42.06%   | 2027/07/11   |
| 台灣中油 | 大林石化油品儲運中心 | 第四期地質改良統包工程                              | 73.15%   | 2025/06/06   |
| 台灣中油 | 大林石化油品儲運中心 | 4座球型槽新建統包工程                               | 2.19%    | 2027/07/22   |
| 台灣中油 | 大林石化油品儲運中心 | 鍋爐系統統包工程                                    | 44.66%   | 2026/07/06   |
| 台灣中油 | 大林石化油品儲運中心 | 槽車裝卸工場統包工程                                | 13.40%   | 2026/11/18   |

## 外部連結
- 行政院經建會

22°32′47.19″N 120°19′17.20″E / 22.5464417°N 120.3214444°E